# Sukkertop

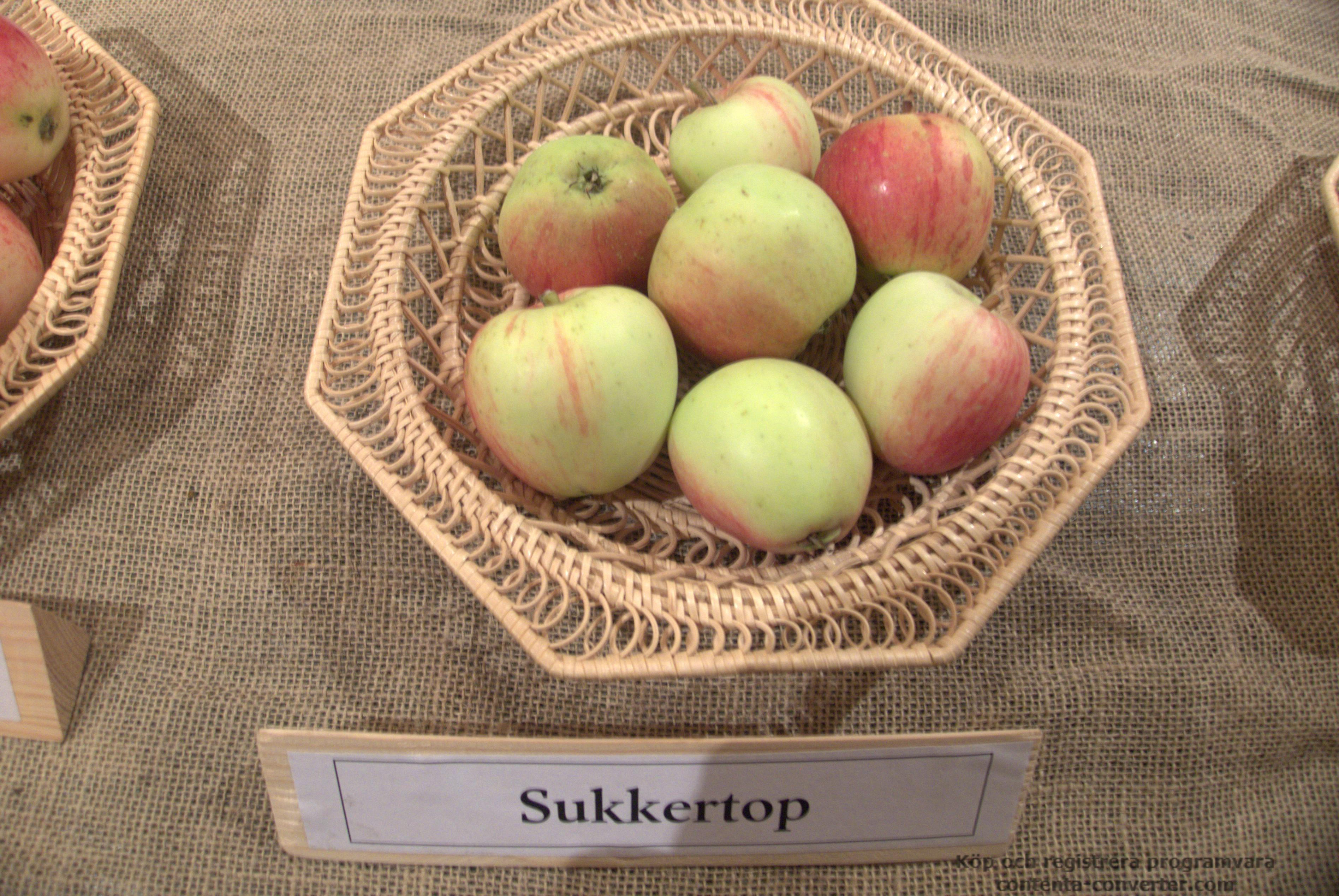
Sukkertop

Sukkertop är en äppelsort vars ursprung är Ryssland. Äpplet är litet, och köttet som är saftigt har en vinsötsyrlig smak. Skalet är rött och gulaktigt. Sukkertop mognar i september och har håller sig därefter i bra skick endast under en kort period. I Sverige odlas Sukkertop gynnsammast i zon 1.
En nackdel med detta äpple är att det lätt blir mjöligt.